# 사랑의 인사 (영화)
사랑의 인사(Salaam-E-Ishq )는 인도에서 제작된 닉힐 아드바니 감독의 2007년 코미디, 드라마, 뮤지컬 영화이다. 살만 칸 등이 주연으로 출연하였고 애쉬와니 소프라 등이 제작에 참여하였다. 알려진 다른 제목은 살람에이쉬끄이다.

## 출연

### 주연
- 살만 칸
- 프리앙카 초프라

### 조연
- 아닐 카푸르
- 주히 초울라
- 악샤예 칸나
- 아예샤 타키아
- 존 에이브러햄
- 비드야 발란
- 고빈다
- 소하일 칸
- 이샤 코피카르
- 아낭 데사이